# Exército Livre Sírio
O Exército Livre Sírio (ELS; em árabe: الجيش السوري الحر, al-jayš as-suri al-ħurr) é uma grande coligação de grupos rebeldes descentralizados da oposição síria na guerra civil síria. Foi inicialmente fundado como um grupo armado coeso, formado por civis e militares desertores, tomando o protegonismo das principais facções da oposição contra o governo de Bashar al-Assad no começo da guerra civil.
O grupo esteve, por quase três anos no começo das hostilidades, à frente da Guerra Civil Síria e afirmava estar lutando para instaurar no país uma nova liderança mais democrática e secular. Em dezembro de 2011, a liderança da organização jurou lealdade a Coalizão Nacional Síria, principal grupo de oposição do país.
O anúncio oficial da criação do grupo foi feito em 29 de julho de 2011. Em dezembro, era estimado que entre 25 000 e 30 000 soldados desertaram do Exército nacional. Em janeiro de 2012, o Exército da Síria Livre reportou que suas fileiras contavam com 40 000 soldados desertores do regime. Em abril de 2013, foi estimado que ao menos 140 000 guerrilheiros serviam no chamado Exército Livre. Mas o real número de combatentes no novo exército ainda é incerto. Segundo informações de ativistas, o grupo vem perdendo força e influência dentro do contexto da guerra e vários de seus membros desertaram do ELS e passaram a lutar com a Jabhat al-Nusra, um grupo também de oposição mas com uma visão política mais alinhada com o fundamentalismo islâmico.
O Exército Livre Sírio foi inicialmente descrito como uma organização "moderada e secular", em contraste com grupos fundamentalistas que também lutavam para derrubar o presidente Bashar al-Assad do poder. Em 2013, foi reportado um maior racha entre forças seculares da oposição e milícias islamitas, que inclusive resultaram em alguns combates entre estes. Em setembro do mesmo ano, algumas de suas brigadas, como a frente Ahrar al Sham, a 19ª Divisão e a milícia Al Tawhid, anunciaram que não mais reconheceriam a Coalizão Nacional como seus representantes, acentuando ainda mais o crescente racha entre as diversas facções do movimento rebelde sírio.
O grupo se enfraqueceu muito a partir de 2013 devido, especialmente, a ascensão de movimentos jihadistas, que se tornaram a maior força dentro da oposição. Devido a disputas internas, o ELS se dividiu em múltiplas facções e teria, segundo especialistas, deixado de existir como um grupo coeso de combate mas que ainda lutam sob a mesma bandeira.
A partir de 2016, recebendo apoio direto da Turquia, as forças do Exército Livre no norte da Síria se reconstruíram e voltaram a ser uma força de combate notável dentro do conflito. Importa referir que, estas forças rebeldes aliadas à Turquia, são referidas como o "Exército Livre Sírio (Pró-Turquia)" ou Exército Nacional Sírio. O principal objectivo destas forças rebeldes é assistirem a Turquia em criar uma "zona de segurança" na fronteira e impedir que as milícias curdas das Forças Democráticas Sírias unifiquem o seu território, e, criar um novo exército que opere nos territórios conquistados por estes grupos. A maioria das milícias do Exército Livre está atualmente sob o comando do Governo Interino Sírio; enquanto o restante se aliou ao Governo de Salvação Sírio, à Administração Autônoma do Norte e Leste da Síria ou está na Zona de Desconflito de Al-Tanf.

## História

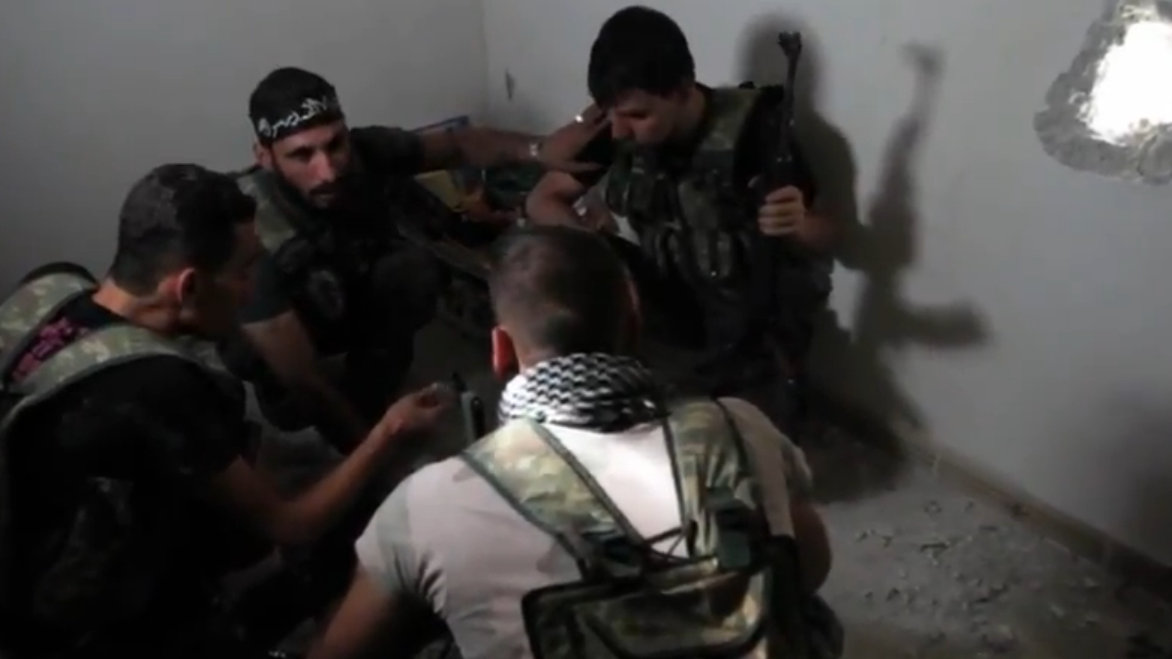
Soldados do Exército Livre Sírio reunidos durante a Batalha pela cidade de Alepo.

O Exército Livre Sírio tem sua origem com os primeiros desertores do Exército Sírio, os quais se recusaram a atirar em manifestantes desarmados durante a Revolta Síria. Os primeiros desertores ocorreram quando o exército foi enviado para acabar com os protestos em Daraa. Há relatos que algumas unidades se recusaram a atirar nos manifestantes e tiveram que deixar o exército. Imagens de vídeo mostram civis ajudando os soldados desertores que foram alvejados por recusarem as ordens. As deserções continuaram ao longo da revolta, conforme o governo utilizava armas letais para reprimir os manifestantes e sitiar as cidades do país como Baniyas, Hama, Talkalakh e Deir ez-Zor. Muitos soldados que se recusaram a atirar em civis, foram executados sumariamente pelo exército. Em julho de 2011, vendo a necessidade de reagir, Riad al-Assad e um grupo de oficiais anunciaram a formação do Exército Livre Sírio, com o objetivo de proteger os manifestantes desarmados e auxiliar na derrubada do governo.
O Exército Livre é armado e financiado por nações ocidentais e árabes (como Estados Unidos, Reino Unido e alguns países do Golfo). Vários combatentes deste grupo também receberam treinamento de órgãos de inteligência americanos e europeus. O ELS, outrora a maior força armada da oposição, vem perdendo influência e poder dentro da revolta. Em 2014, o governo estadunidense anunciou mais apoio ao grupo, na forma de novas armas e mais dinheiro, esperando o Exército Livre Sírio fosse um contra-ponto as milícias extremistas, como o autoproclamado Estado Islâmico (ou EIIL).

## Divisões

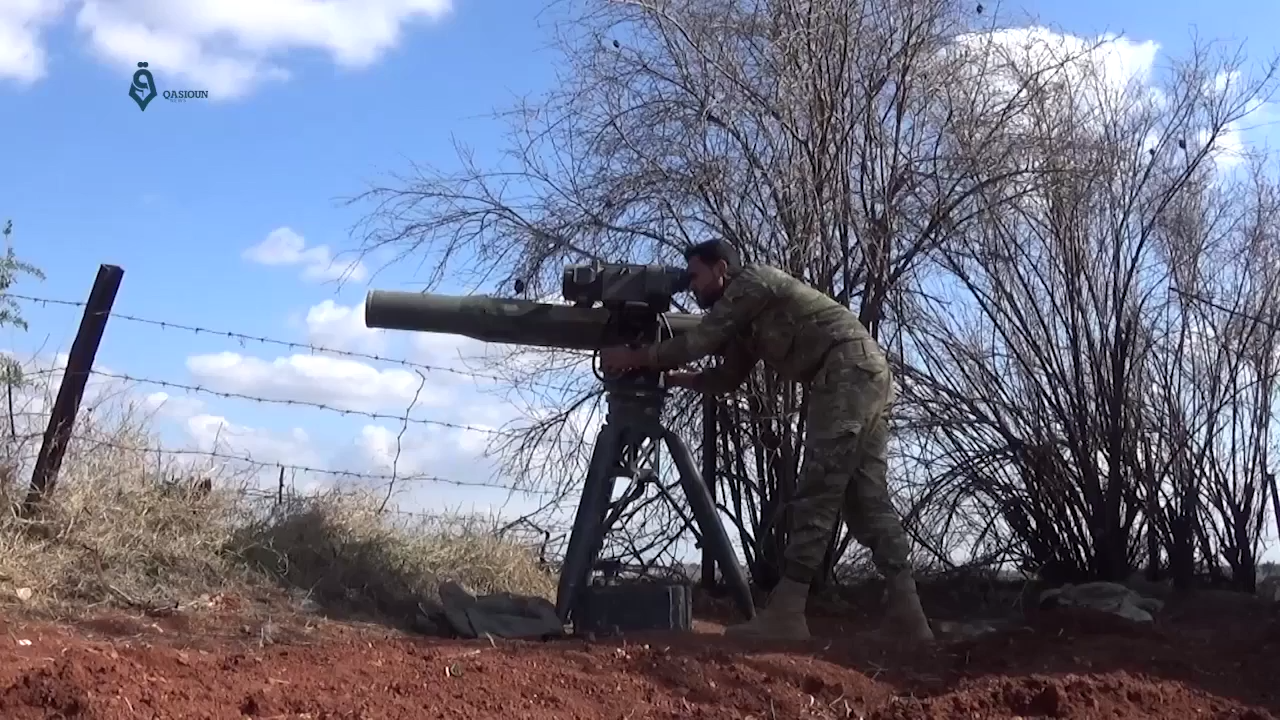
Um militante do "Exército da Glória" armado com um BGM-71 TOW americano.

### Divisões originais
Após o anúncio da criação do Exército Livre Sírio por Riad al-Assad em Julho de 2011, este anunciou as quatro unidades fundadores do ELSː
- Batalhão Hamza al-Khatib
- Batalhão da Liberdade
- Batalhão Saladino
- Batalhão Al-Qashash

### Listas de grupos que usam ou usaram o nome do ELS

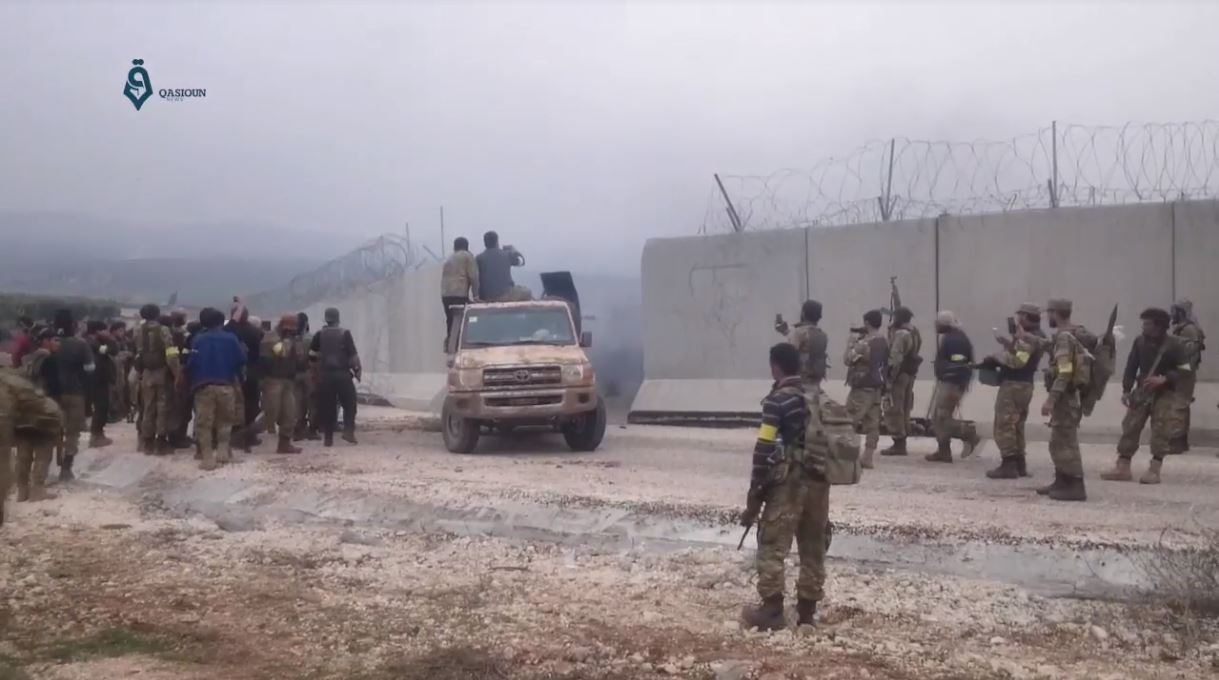
Membros do Exército Nacional Sírio no distrito de Jandiris, ao norte de Alepo.

#### Norte da Síria
- 1ª Divisão Costeira[35]
- Movimento Hazzm
- 16ª Divisão
- 101ª Divisão de Infantaria[36]
- Exército dos Mujahideen
- Divisão Central
- União Fastaqim
- Exército Livre de Idlib
- Divisão Hamza[37]
- Jaish al-Izzah
- Jaysh al-Nasr[38]
- Jaish al-Tahrir
- Brigada al-Moutasem[39]
- Liwa Ahrar Souryia
- Divisão Sultão Murad
- Brigada al-Tawhid
- Frente do Levante
- Brigadas da Vitória

#### Forças Democráticas Sírias
- Brigadas Jarablus Eufrades[40]
- Exército dos Revolucionários

#### Sul da Síria
- Novo Exército Sírio[41]
- Legião al-Rahman
- Forças dos Mártires Ahmad al-Abdo
- Frente Autenticidade e Desenvolvimento
- Frente do Sul[42]
- Exército Yarmouk
- Jaysh al-Janoob
- Exército das Tribos Livres